# Asiabadus asiaticus
Genre
Espèce
Synonymes
- Scotophaeus asiaticus Charitonov, 1946
- Asiabadus hamiger Roewer, 1961

Asiabadus asiaticus, unique représentant du genre Asiabadus, est une espèce d'araignées aranéomorphes de la famille des Gnaphosidae.

## Distribution
Cette espèce se rencontre en Afghanistan, au Turkménistan, en Ouzbékistan et au Kazakhstan.

## Description
La carapace du mâle syntype mesure 3,0 mm et l'abdomen 4,0 mm et la carapace de la femelle syntype 3,6 mm et l'abdomen 4,1 mm.

## Systématique et taxinomie
Cette espèce a été décrite sous le protonyme Scotophaeus asiaticus par Charitonov en 1946. Elle est placée dans le genre Asiabadus par Ovtsharenko et Fet en 1980.
Asiabadus hamiger a été placée en synonymie par Ovtsharenko et Fet en 1980.
Ce genre a été décrit par Roewer en 1961 dans les Gnaphosidae.

## Étymologie
Son nom d'espèce lui a été donné en référence au lieu de sa découverte, l'Asie.
Ce genre est nommé en référence au lieu de la découverte de son espèce type, Asiabad.

## Publications originales
- Charitonov, 1946 : « New forms of spiders of the USSR. » Izvestija. Estestvenno-Nauchnogo Obshestva pri Molotovskom Universitete, vol. 12, p. 19-32.
- Roewer, 1961 : « Araneae Dionycha aus Afghanistan I. » Acta Universitatis Lundensis, (N.F.), sér. 2, vol. 58, no 3, p. 1-33.